# Escupiré sobre sus tumbas
Escupiré sobre sus tumbas es una telenovela colombiana producida por Caracol Televisión. Está basada en el libro Escupiré sobre vuestra tumba, del escritor francés Boris Vian.
Está protagonizada por Cristian Gamero, Essined Aponte y María Elisa Camargo, con las participaciones antagónicas de Leonardo Acosta, Rita Bendek y Ramsés Ramos. Se estrenó el 28 de octubre de 2024 por Caracol Televisión y finalizó el 7 de febrero de 2025.

## Sinopsis
Cuenta la historia de Brian O’Connor, que quiere vengar la muerte de su hermano Sonny O’Connor, quien fue encontrado sin vida, al parecer, por un suicidio en la Costa Caribe. Brian irá a ese lugar convertido en Vinicio Gallo, un prestigioso capitán de barcos, para descubrir la verdad, sin importar por encima de quién tenga que pasar, así sean los Obregón Martelli, una de las familias más poderosas y prestigiosas de la Costa Caribe, cuyos integrantes son sospechosos.

## Reparto
- Cristian Gamero como Brian O'Connor / Vinicio Gallo
- Essined Aponte como Victoria "Vicky" Iguarán
- María Elisa Camargo como Katherine Andrea Obregón Martelli
- Leonardo Acosta como Raymundo Obregón
- Rita Bendek como Gina Martelli
- Cristina García como Nicole Obregón Martelli
- Felipe Galofre como Enrique "Kike" Lacouture
- Melanie Dell'Olmo como Melissa "Meli" Slevi
- Simón Savi como Daniel "Dani" Noguera
- Juan Fernando Sánchez  como Federico Pumarejo
- Mario Camacho como Sonny O'Connor
- Carolina Serrano como Melody Santiago / Danna Mendoza
- Jaisson Jeack como Fernando "Fercho" Hurtado
- Valeria Emiliani como Alfonsina Hurtado Iguarán
- Keyller De La Hoz como Estiwar Hurtado Iguarán
- Josse Narváez como Antonio Miranda
- Isa Mosquera como Marisol Lizcano
- Carlos Aguilar como Javier "Javi" Fernández / Aníbal Fierro
- Luis Fernando Gil como Emiro Rosas "Lagartijo"
- Juan Camilo Castillo como Marcos Beltrán
- Sonia Cuesta como Yeimy
- Manolo Alzamora como Dylan Cuadrado
- Ramsés Ramos como Fredy Pérez
- Camilo Amores como Camilo
- Valentina Duque como Mariana Miranda Botero
- Michelle Rouillard  como Carla Botero
- Obeida Benavides como Adela
- Norma Nivia como Annya "Annie" / Duquesa Annya Lombardi